# Homokkomárom
Homokkomárom ist eine ungarische Gemeinde im Kreis Nagykanizsa im Komitat Zala. Zur Gemeinde gehören die Ortsteile Szőlőhegy und Zsigárdmajor.

## Geografische Lage
Homokkomárom liegt 38 Kilometer südlich des Komitatssitzes Zalaegerszeg und 8 Kilometer nordwestlich der Kreisstadt Nagykanizsa an dem Fluss Homoki-patak. Nachbargemeinden sind Maygarszerdahely, Magyarszentmiklós, Fűzvölgy, Hosszúvolgy und  Sormás.

## Geschichte
Im Jahr 1913 gab es in der damaligen Kleingemeinde 55 Häuser und 353 Einwohner auf einer Fläche von 2926 Katastraljochen. Sie gehörte zu dieser Zeit zum Bezirk Nagykanizsa im Komitat Zala.

## Sehenswürdigkeiten
- Gedenkstein für Königin Elisabeth, 1896
- Heimatmuseum (Tájház)
- Kruzifixe (Vida-kereszt 1839, Plébánia kereszt 1914, Hohl-kereszt 1954)
- Kalvarienberg mit Kreuzwegstationen, gestaltet von Márta Magyar
- Maria-von-Lourdes-Statue, 1914
- Pietà
- Römisch-katholische Kirche Kisboldogasszony, erbaut 1703–1744
- Skulpturenpark
- Zrínyi-Linde, ungefähr 800 Jahre alt

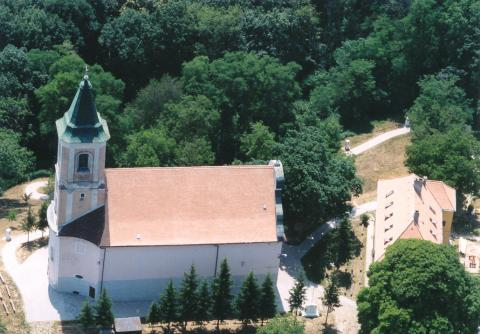
Blick auf die römisch-katholische Kirche Kisboldogasszony
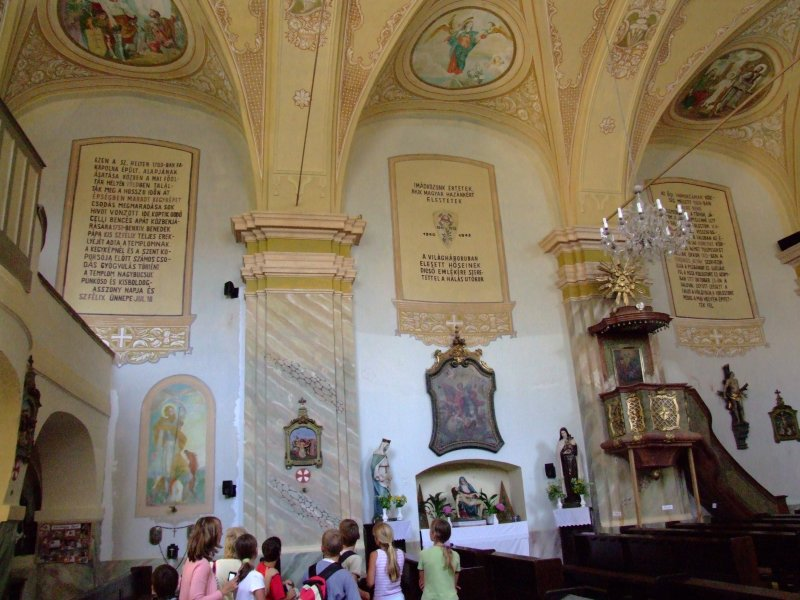
Innenraum der Kirche

## Verkehr
Homokkomárom ist nur über die Nebenstraße Nr. 75131 zu erreichen. Es bestehen Busverbindungen über Hosszúvolgy und Fűzvölgy nach Nagykanizsa, wo sich der nächstgelegene Bahnhof befindet.